# تایس هیل، نیو ساوت ولز
تایس هیل (به انگلیسی: Tighes Hill) یک حومه شهر در استرالیا است که در نیو ساوت ولز واقع شده‌است.